# Augustus Saint-Gaudens
Augustus Saint-Gaudens, né à Dublin le 1er mars 1848 et mort à Cornish (New Hampshire) le 3 août 1907, est un sculpteur et médailleur américain d'origine franco-irlandaise.

## Biographie
D’origine française par son père, Bernard Paul Ernest Saint-Gaudens, qui était cordonnier à Aspet tandis que sa mère, Mary McGuiness, était irlandaise, Augustus Saint-Gaudens arrive, à l’âge de 6 mois avec ses parents à New York où il grandit. Il devient apprenti chez un graveur de camées en prenant des cours d’art à la Cooper Union et la National Academy of Design. Il se souviendra de son origine française en nommant sa maison du New Hampshire Aspet.

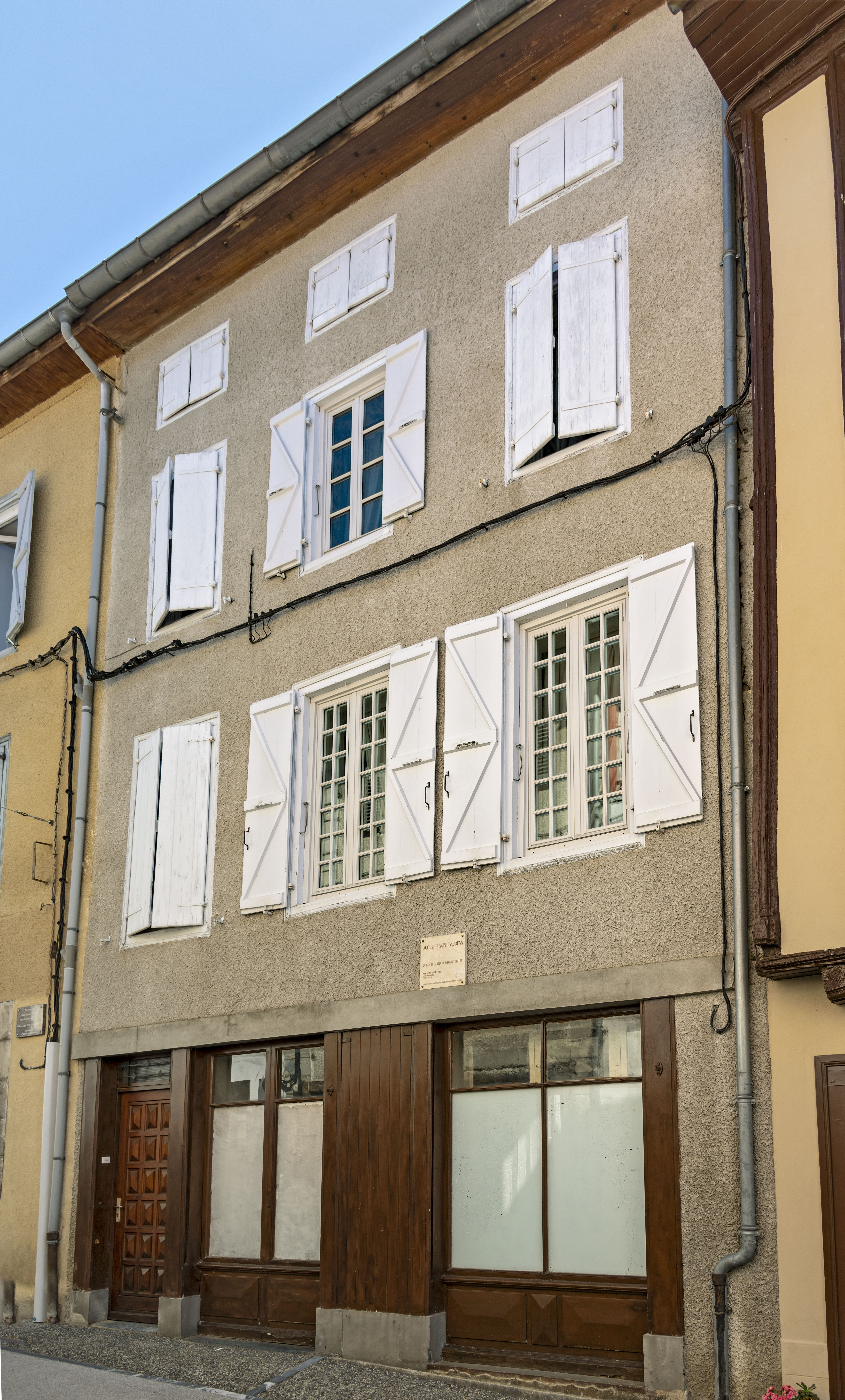
Maison familiale de l'artiste à Aspet.

En 1867, son premier apprentissage terminé, il se rend à Paris où il étudie aux Beaux-arts de Paris dans l’atelier de François Jouffroy. En 1870, il quitte Paris pour Rome, pour étudier l’art et l’architecture. Là, il travaille sur ses premières commandes et rencontre une étudiante sourde américaine de l’art, Augusta Fisher Homer, qu’il épouse le 1er juin 1877.
En 1876, il obtient une commande pour le bronze du Monument à David Farragut (en) et loue un studio au 49, rue Notre-Dame-des-Champs à Paris. Le monument est inauguré au Madison Square Park de New York le 25 mai 1881. En 1892-1894, il crée Diana en girouette pour le deuxième bâtiment du Madison Square Garden. Cette statue sommitale de la tour de 91 m de haut était alors le point le plus élevé de la ville. C’est également la première statue dans cette partie de Manhattan à être éclairée à l’électricité la nuit. La statue et sa tour ont constitué un point de repère jusqu’en 1925 lorsque le bâtiment a été démoli.
Il réalise de nombreux monuments glorifiant les héros de la guerre de Sécession, comme le Lincoln Monument (1887) et le Monument au général Logan (en) (1897) à Chicago, le Robert Gould Shaw Memorial de Boston (1897), et enfin le Monument au général Sherman (en) (1902) de Central Park à New York.
Membre de l'International Society of Sculptors, Painters and Gravers, il est l’un des sept membres fondateurs de l’Académie américaine des arts et des lettres à sa fondation en 1904. Il est membre des Tilers, un groupe d’artistes et d’écrivains new-yorkais de premier plan, auquel appartenaient également Winslow Homer et William Merritt Chase. Il est également membre du Salmagundi Club new-yorkais.
Il dessine la pièce d'or de 20 dollars, dite Saint-Gaudens Double Eagle, en 1905-1907.

Œuvres d'Augustus Saint-Gaudens
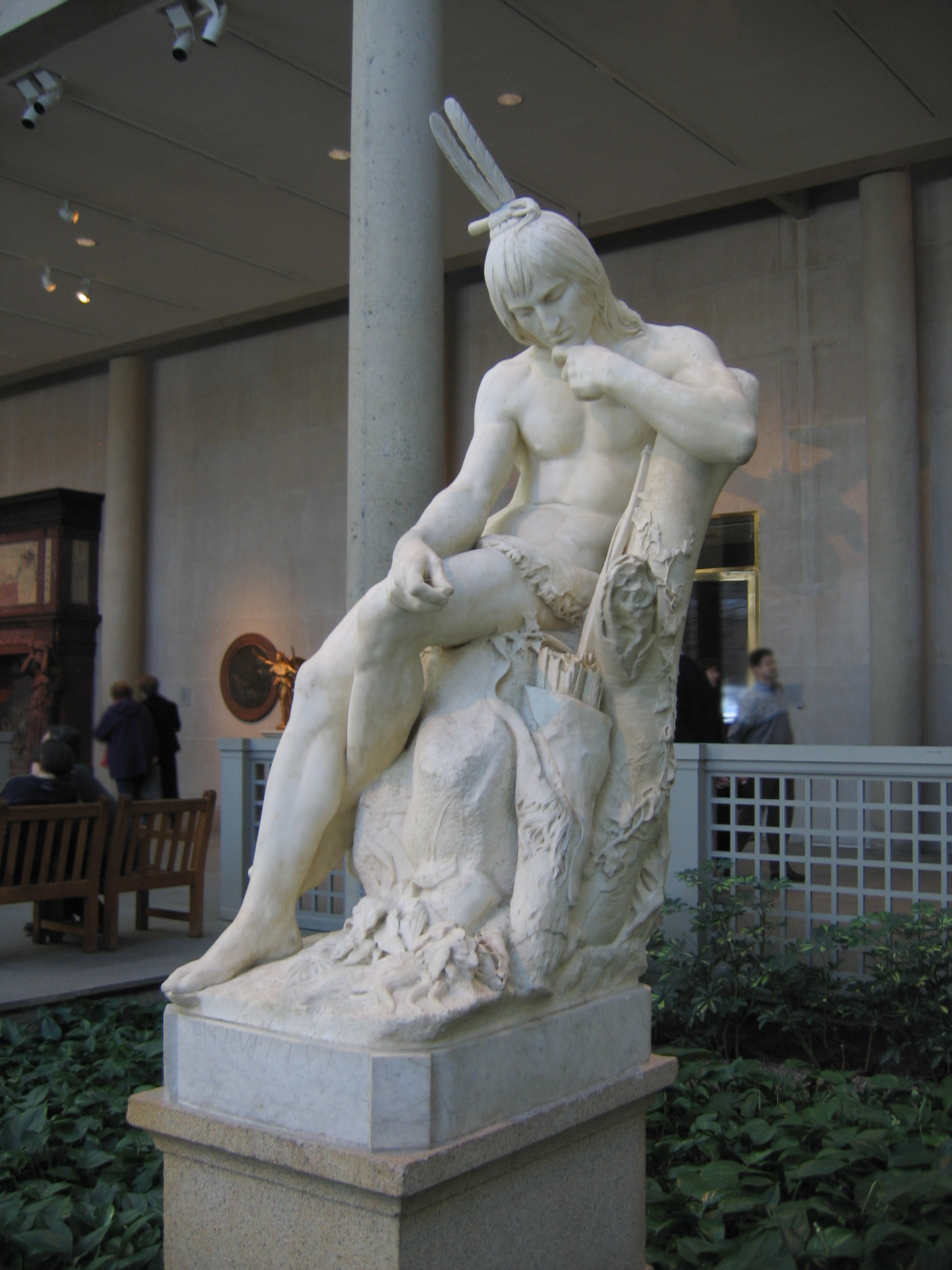
Hiawatha (1872), New York, Metropolitan Museum of Art.
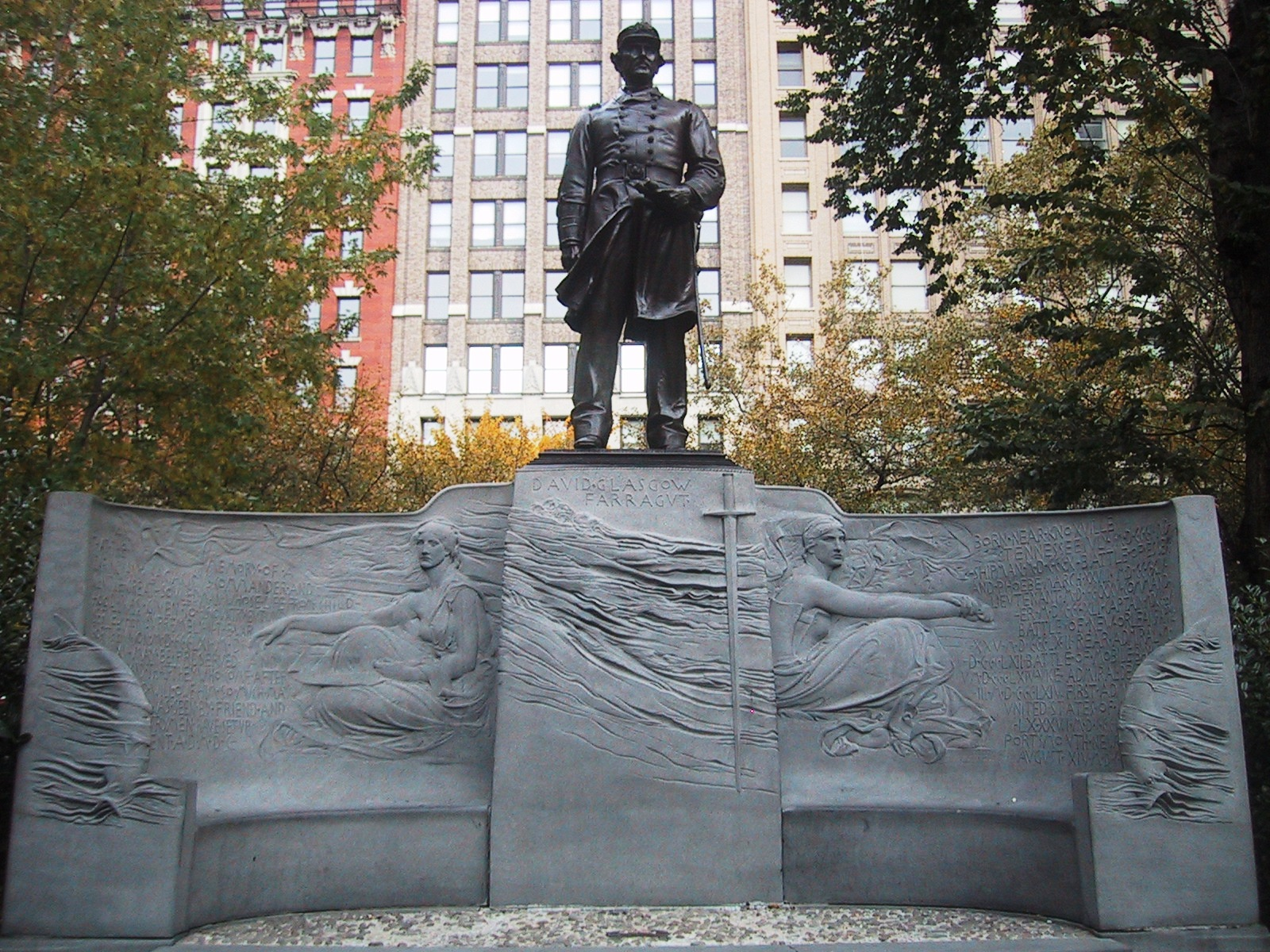
Monument à David Farragut (en) (1881), New York, Madison Square Park.
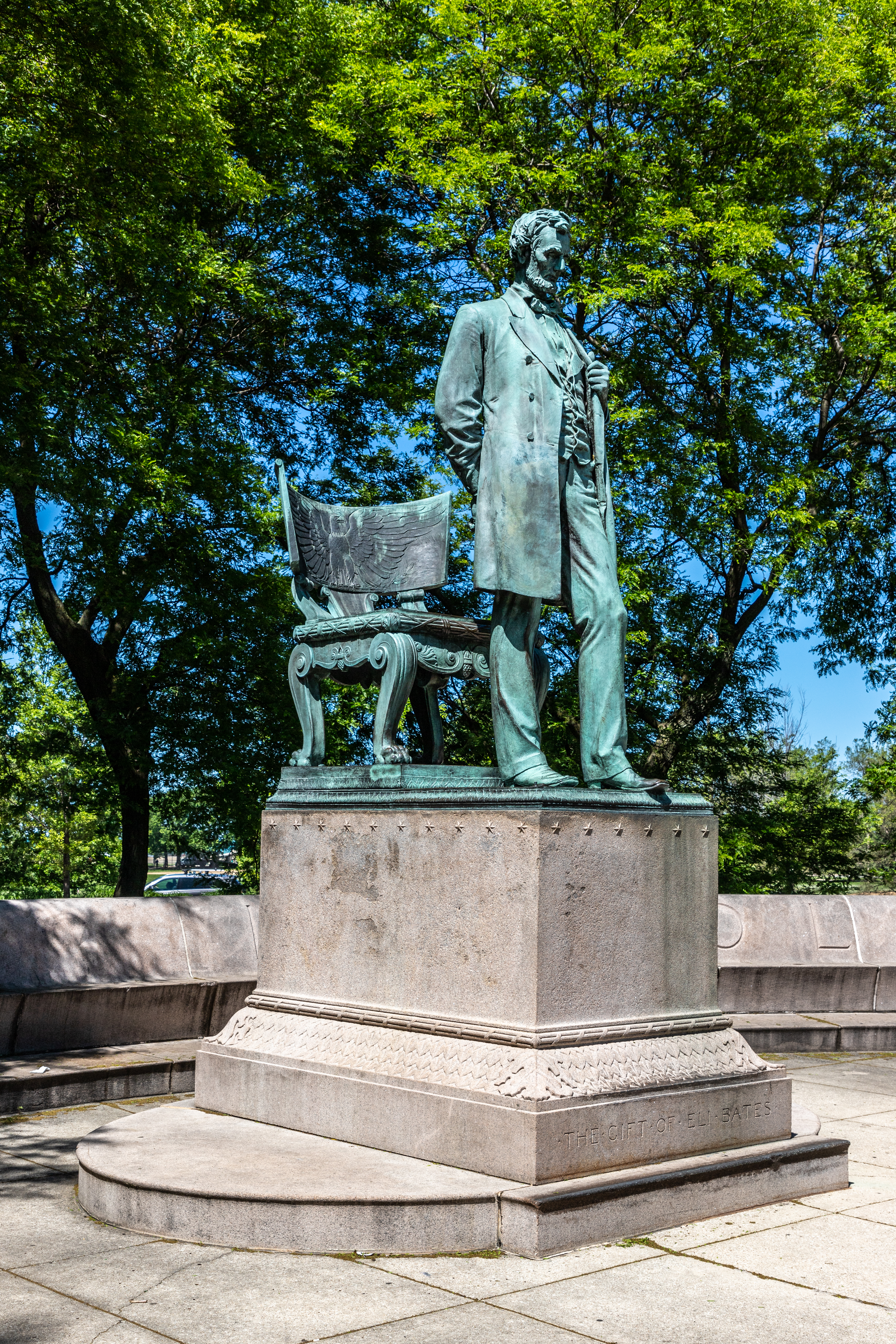
Lincoln Monument (1887), Chicago, Lincoln Park.
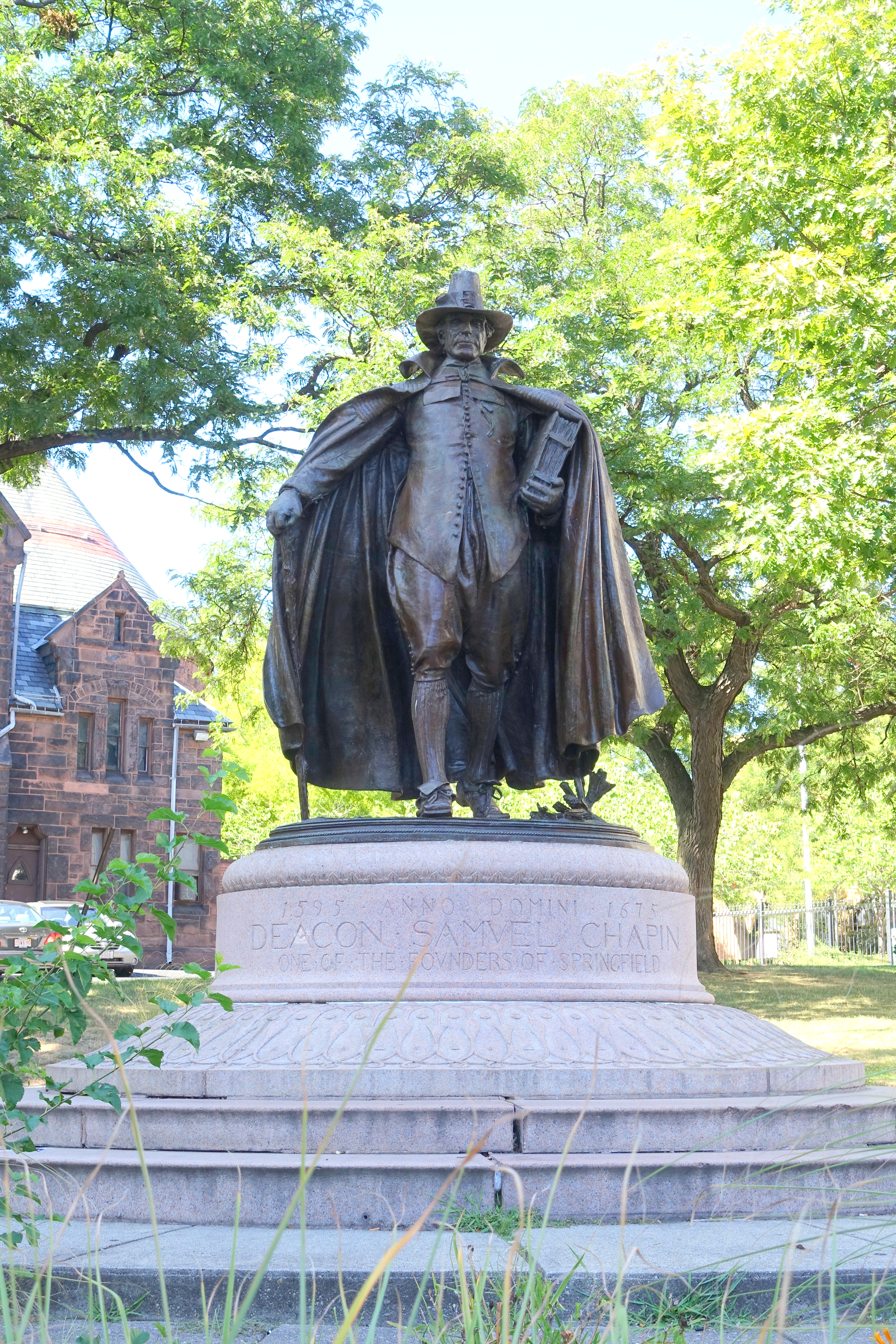
Le Puritain (1887), Springfield.
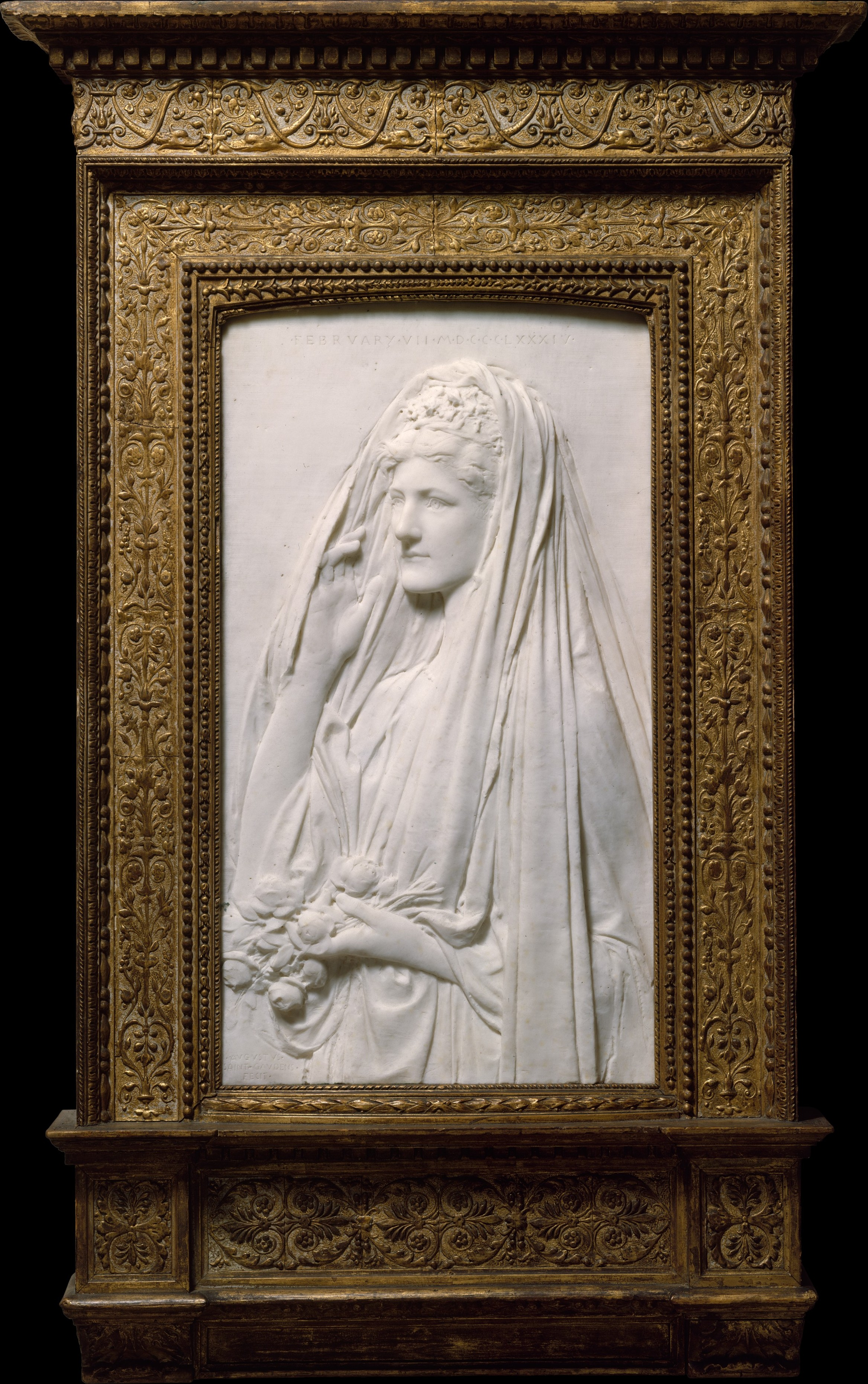
Mrs. Stanford White (1888), New York, Metropolitan Museum of Art.
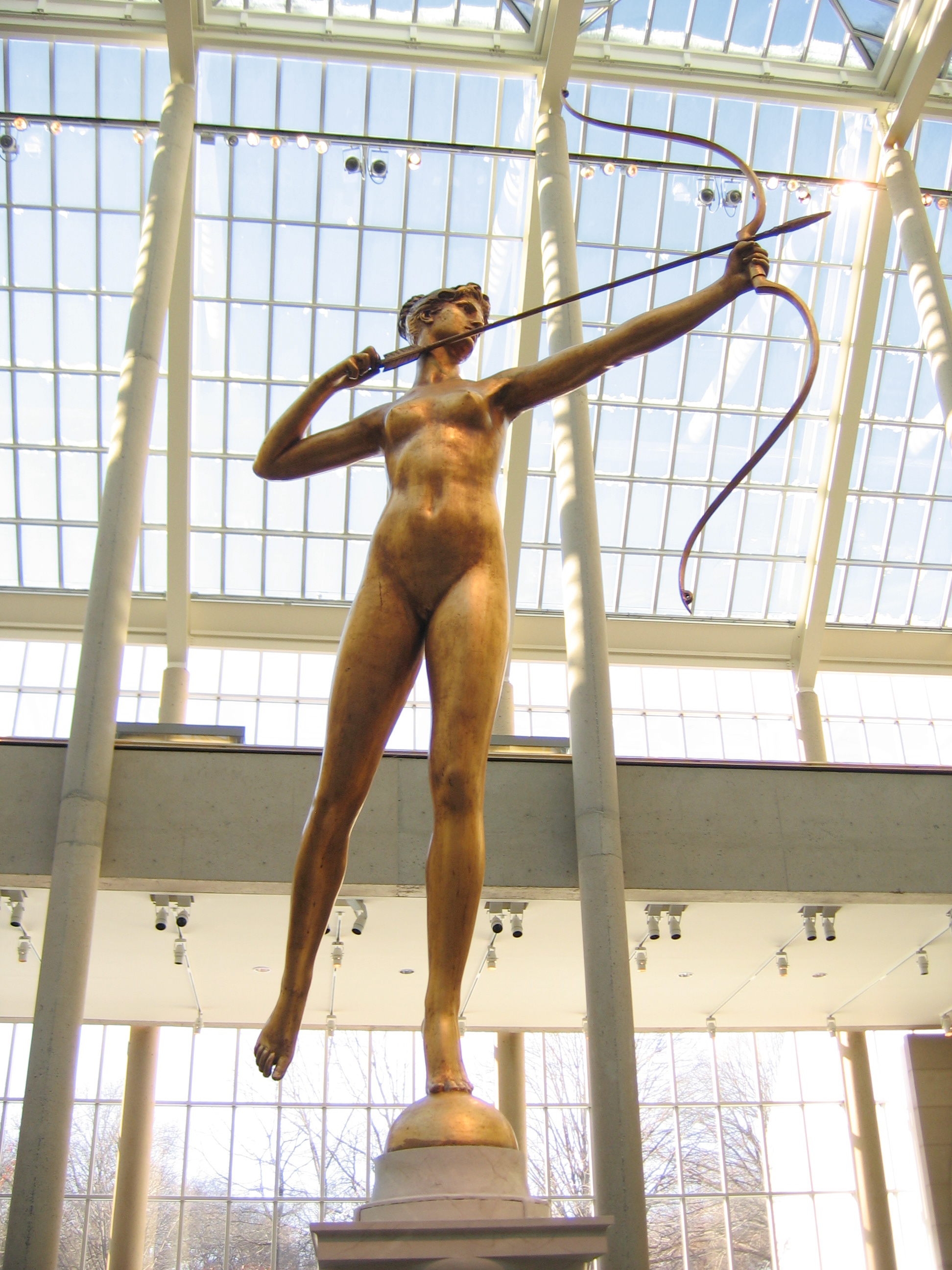
Diana (1892–1893), bronze, New York, Metropolitan Museum of Art.
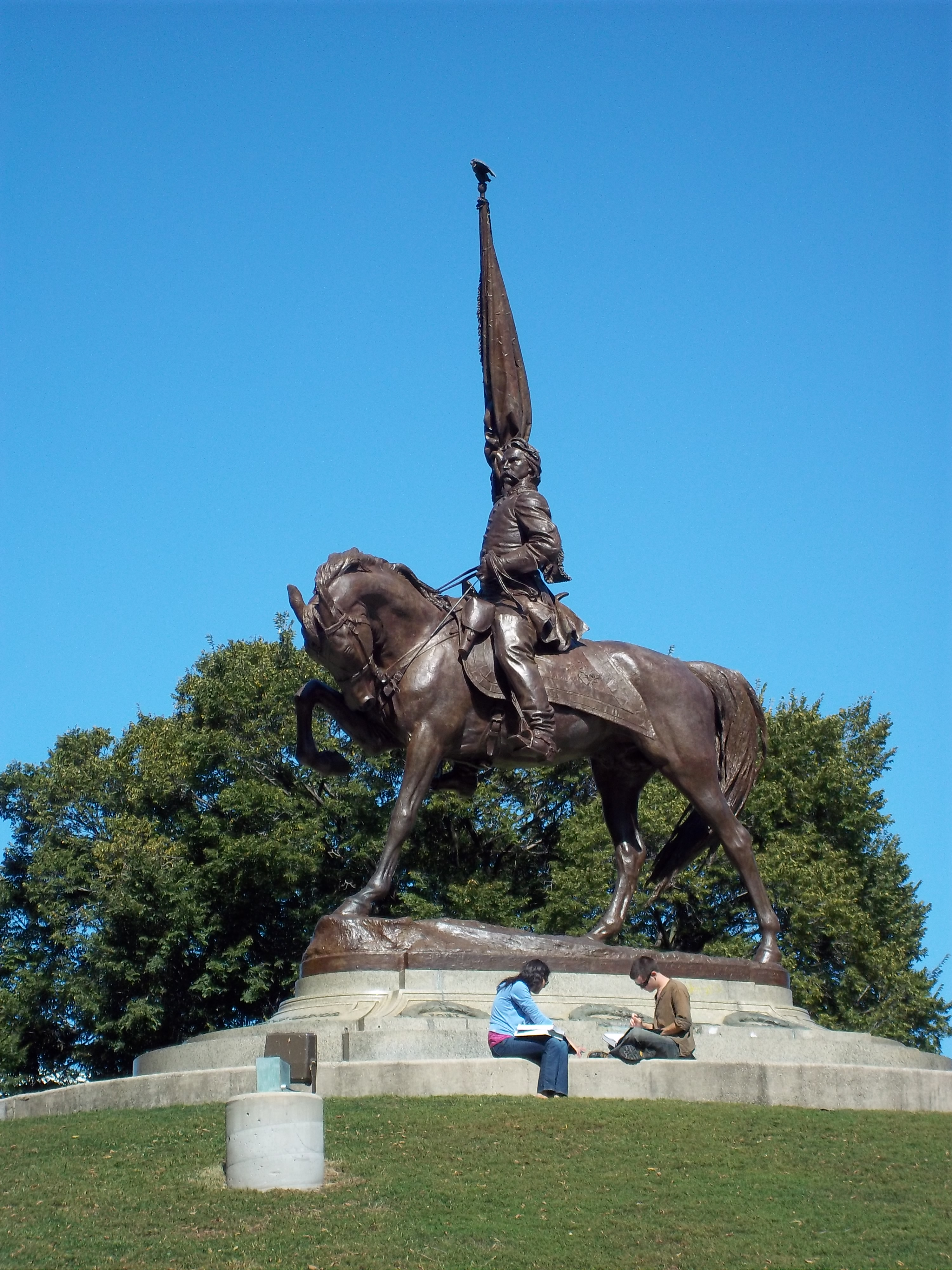
Monument au général Logan (en) (1897), Chicago, Grant Park.
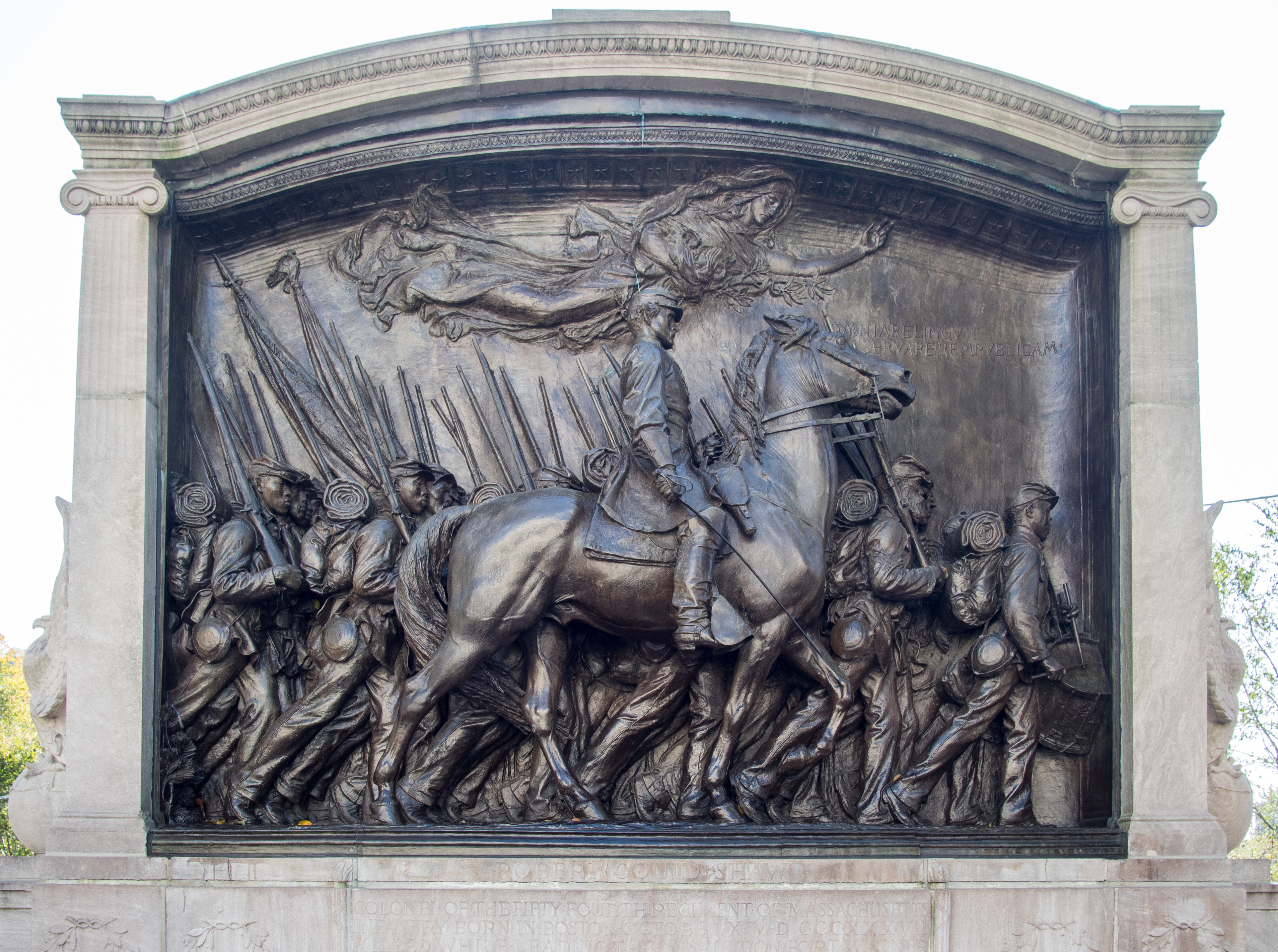
Robert Gould Shaw Memorial (1897), Boston.
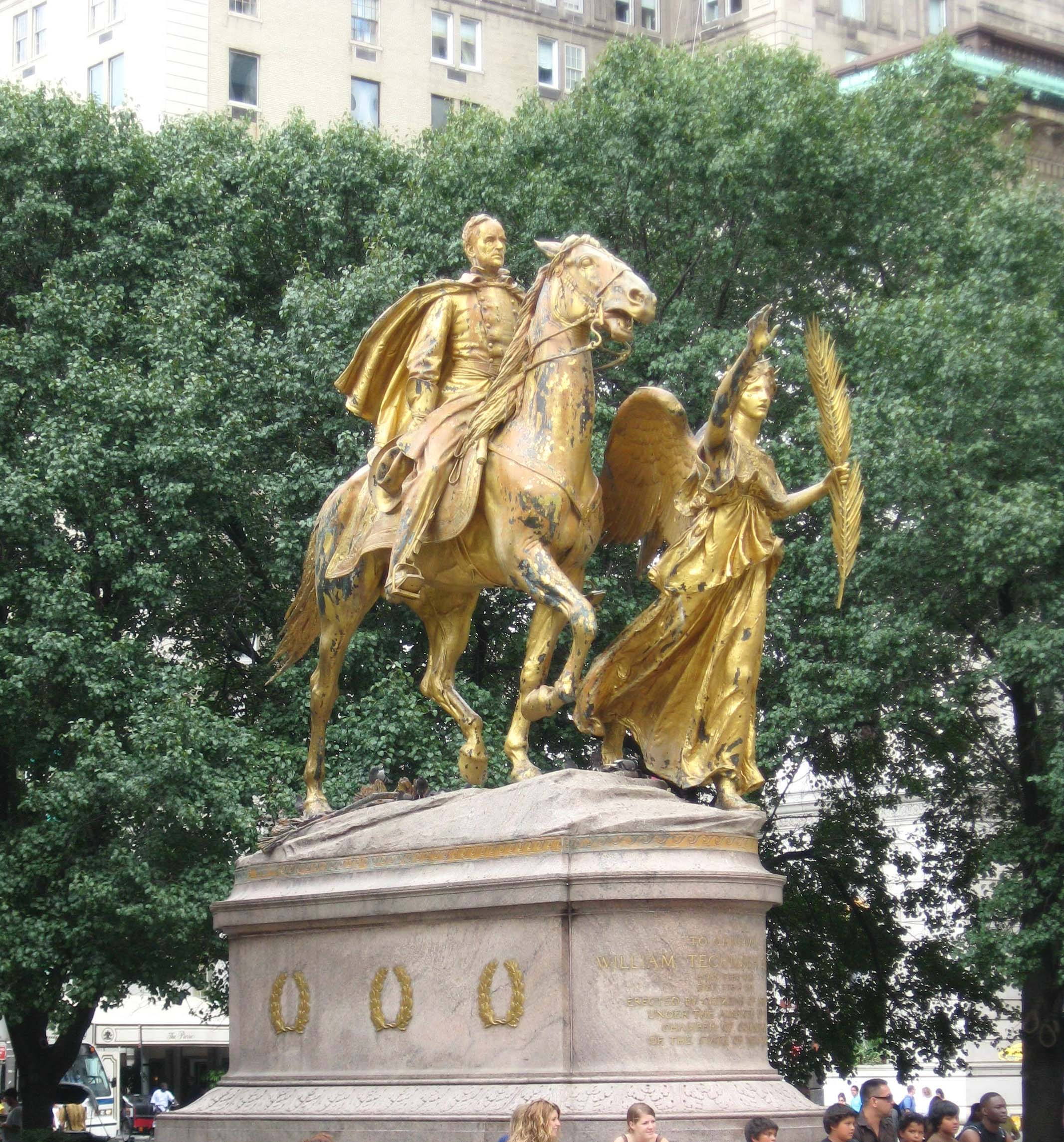
Monument au général Sherman (en) (1902), New York, Central Park.
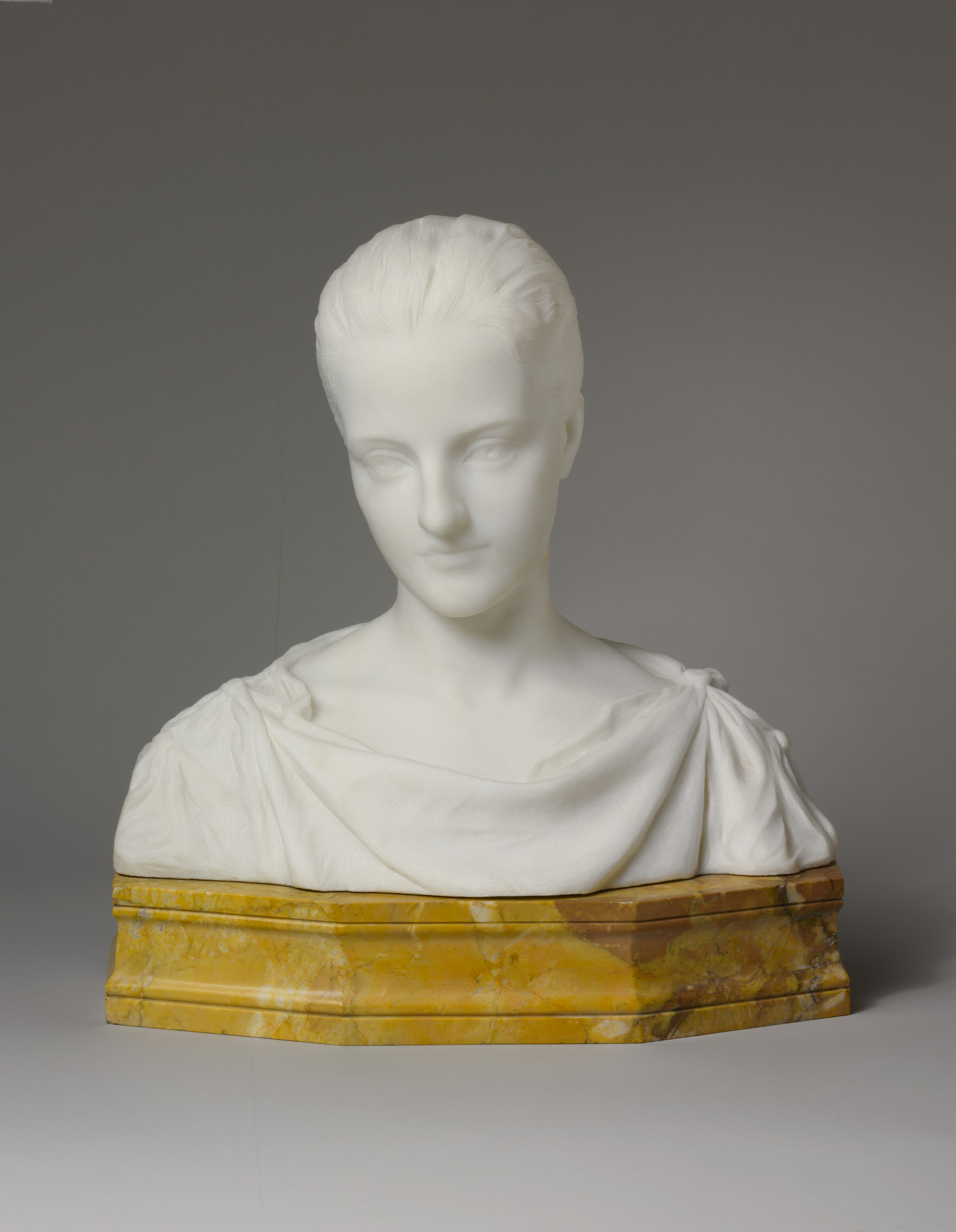
Louise Adele Gould (1904), New York, Metropolitan Museum of Art.

Saint-Gaudens Double Eagle (1933)
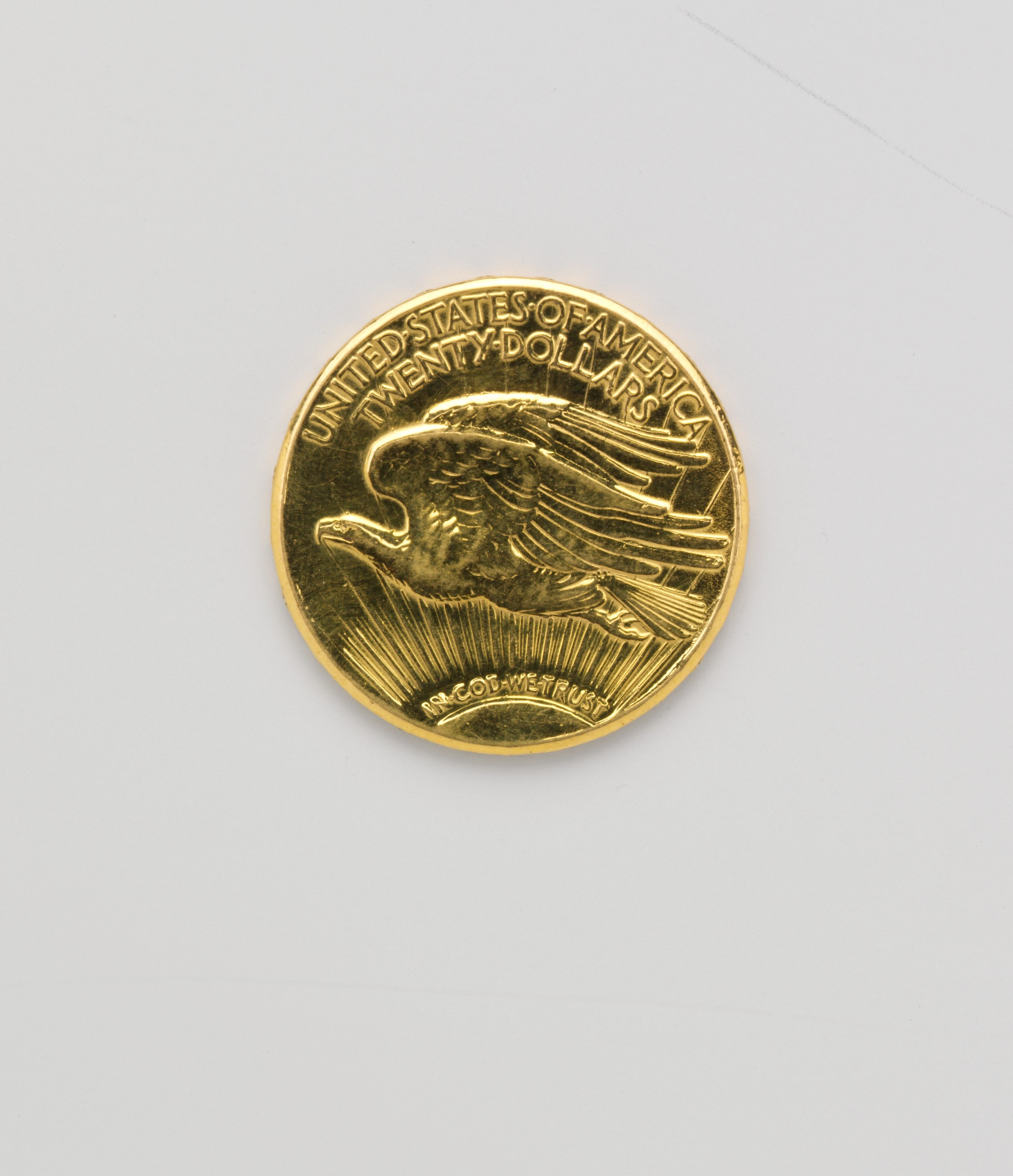
Face aux deux aigles.
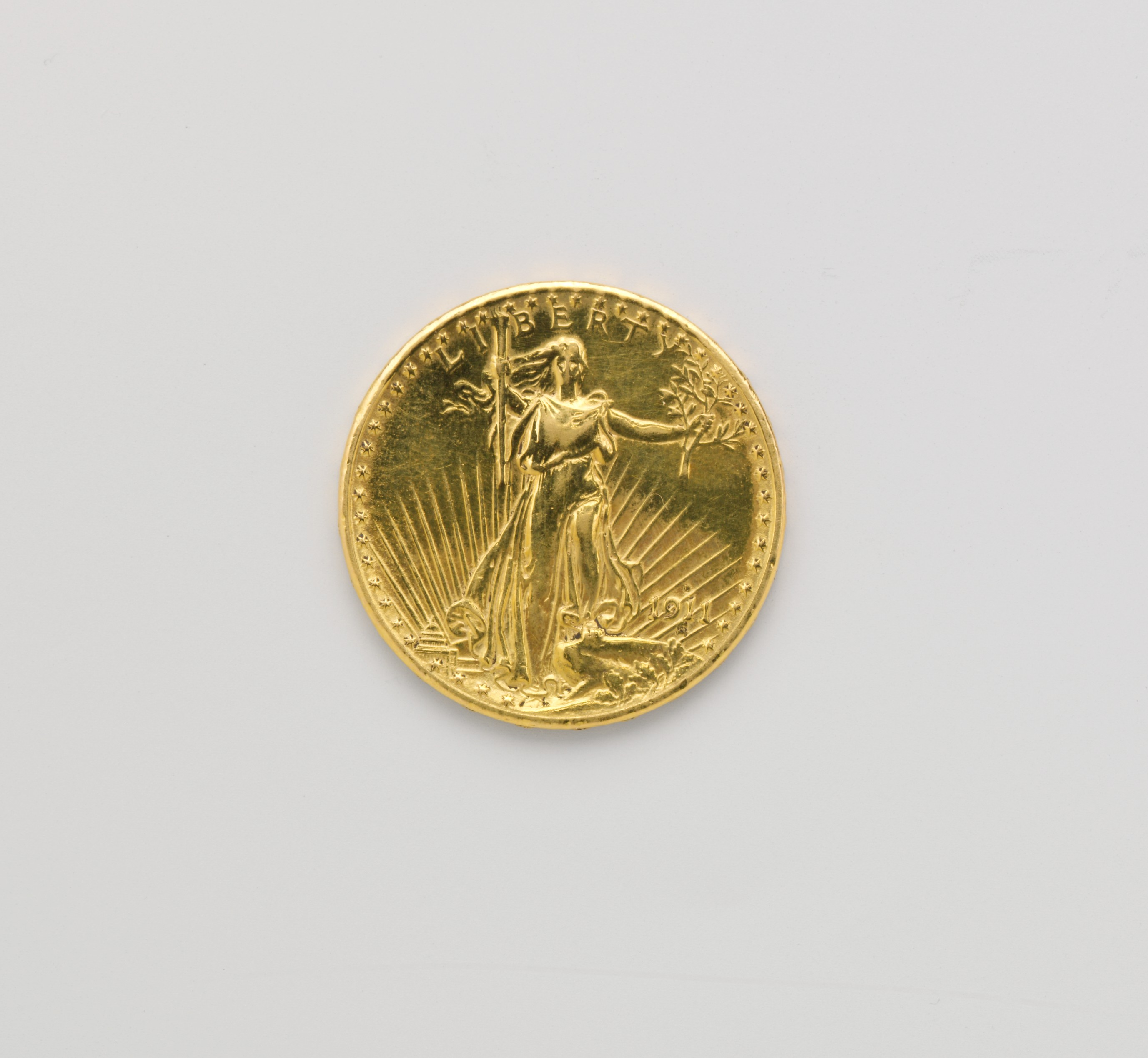
Face de la liberté.